# Família Matarazzo

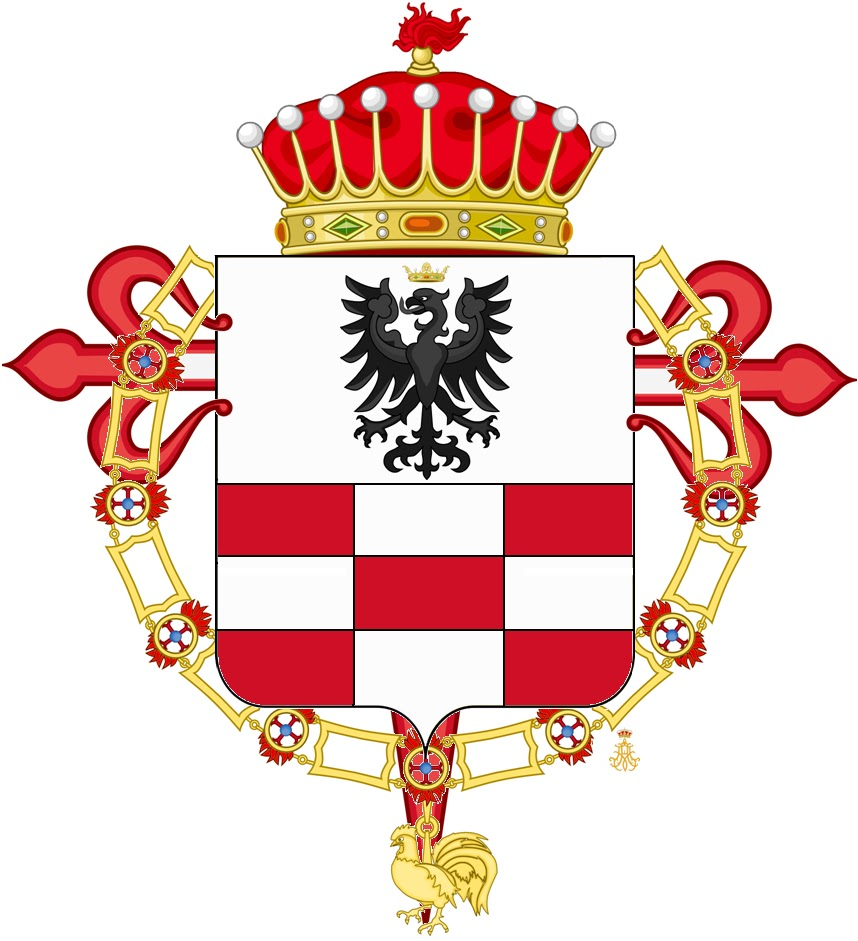
Brasão de Armas do I Conde de Matarazzo.

Matarazzo é uma antiga família italiana oriunda de Perúgia e ramificada para várias cidades, com alguns ramos nobres. Um ramo se transferiu para o Brasil, fundado por Francesco Matarazzo, ganhando grande proeminência e riqueza, cujos membros eram donos das indústrias de mesmo nome. Atualmente conta com membros em vários setores da elite da sociedade brasileira e italiana, como a política, as artes, a magistratura, a medicina, o empresariado ou nos meios de comunicação. Atualmente, Claudio Matarazzo di Licosa detém o título de 2º Conde Matarazzo di Licosa, bisneto de dom Francesco Antonio Maria Matarazzo, o 1.º Conde de Matarazzo.

## Itália

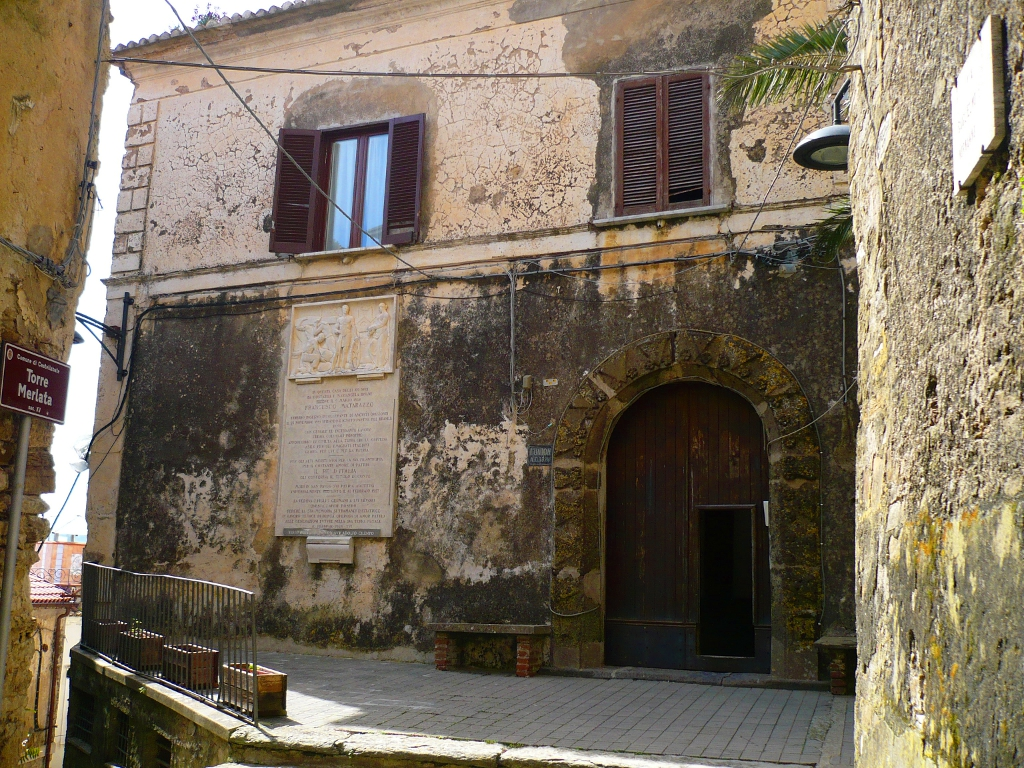
Palazzo Matarazzo, em Castellabate, onde nasceu o Conde Matarazzo. Na fachada foi instalada uma lápide comemorativa.

Segundo Horácio Costa e Maria Carmela Schisani, a família é nativa de Perúgia, onde aparecem no século XII. De lá lançaram ramos para Roma, Velletri e Procida, perto de Nápoles, de onde partiu um grupo para Castellabate, origem do ramo brasileiro. Na área napolitana o sobrenome também foi grafado Mataracio ou Mataraccio. Na década de 1350 o notário Nicolao Mataraccio aderiu ao partido do rei da Hungria quando este invadiu o reino de Nápoles, sendo perdoado junto com outros pelo papa em 1352. Em 1356 Nicolao e Giovanni Mataracio foram listados entre os vassalos da Basílica de Santa Maria de Gulia em Castellabate. A família adquiriu um feudo e muitas terras em Castellabate a partir do século XVI, e estabeleceu uma base importante também em Cilento, onde viveu Lucio Matarazzo, que em 1617 comprou a antiga baronia de Porcili. Também foram senhores da baronia de Serramezzana, e do feudo de Prignano desde 1610.
No século XVIII viviam em Castellabate Don Alessandro e Don Giuseppe, barões de Serramezzana, Don Tomaso e Don Paolo, filhos de Don Giuseppe, e outros que usaram o título honorífico de Don, como Domenico, Costabile, Carlo Maria e Francesco Antonio. Já Giovanni Vicenzo, Francesco e Biase foram citados na mesma época como donos de algumas terras mas sem qualquer sinal de distinção. A partir do fim do século XVIII, com a desintegração do sistema feudal, e mais acentuadamente ao longo do século XIX, quando a Itália se viu convulsionada pelas guerras da unificação e a parte sul da península foi fortemente afetada por uma crise agrícola, a família perdeu a maior parte de seus bens e sua riqueza.

## Brasil

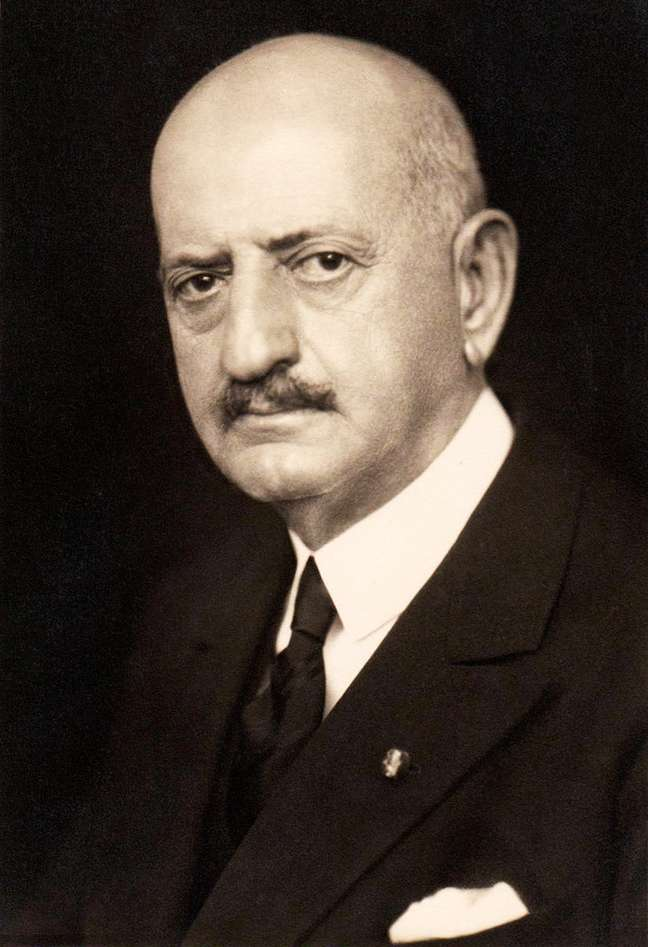
Francesco Matarazzo

O ramo brasileiro foi fundado por Francesco Matarazzo, também conhecido no Brasil como Francisco, nascido em Castellabate em 9 de março de 1854, o primeiro dos nove filhos de Costabile Matarazzo, prestigiado advogado e proprietário terras, e de Mariangela Jovane. Francesco contraiu matrimônio com Filomena Sansivieri, com quem teve 13 filhos: Giuseppe, Andrea, Ermelino, Teresa, Mariangela, Attilio, Carmela, Lydia, Olga, Ida, Claudia, Francisco Júnior e Luís Eduardo. Em outubro de 1881 embarcou com a família para o Brasil, e quatro dos seus irmãos o acompanhariam pouco depois. Começou trabalhando em Sorocaba, onde foi tropeiro e abriu um comércio de alimentos, e mais tarde montou uma pequena fábrica para processar banha de porco. Uma segunda fábrica foi aberta em Capão Bonito, passando a acumular considerável fortuna também com o comércio de suínos e a produção de latas para embalar a banha produzida, uma novidade no Brasil. Em 1889 mudou-se para São Paulo. Seu sucesso empresarial levou à fundação em 1890 da Matarazzo & Irmãos, em sociedade com Giuseppe e Luigi, que foi a origem das Indústrias Reunidas Fábricas Matarazzo. Em 1900 a empresa já faturava 2 mil contos de réis.
O império Matarazzo cresceu cada vez mais investindo em diversos setores, como o bancário, madeireiro, petrolífero, alimentício, têxtil, naval, siderúrgico, ferroviário e hidrelétrico. Foi um dos fundadores e primeiro presidente do Centro das Indústrias do Estado de São Paulo. Por serviços prestados à terra natal, Francesco recebeu do rei da Itália o título de conde em 1917, confirmado em 1926 e transformado em hereditário, além de receber a grã-cruz da Ordem da Coroa da Itália. Seu irmão Andrea foi nomeado senador do Reino em 9 de abril de 1939. Apoiava o fascismo de Mussolini mas segundo Sônia Dias recusou-se a envolver-se em campanhas e partidos no Brasil. Porém, doou um milhão de liras à Opera Nazionale Balila, órgão da Juventude Fascista italiana, e em reconhecimento Mussolini outorgou-lhe em 1929 a Medalha de Ouro da Benemerência da Opera Nazionale e a Tabuleta de Honra Fascista. Figura brilhante mas complexa e controversa, Matarazzo faleceu em 10 de fevereiro de 1937. Deixava uma fortuna estimada em 10 bilhões de dólares. Seu filho Ermelino havia sido preparado para sucedê-lo na direção do conglomerado empresarial, mas morreu antes do pai, recaindo o comando em Francisco Júnior. A divisão da herança deu origem a muitas disputas na família.

## Indústrias Reunidas Fábricas Matarazzo

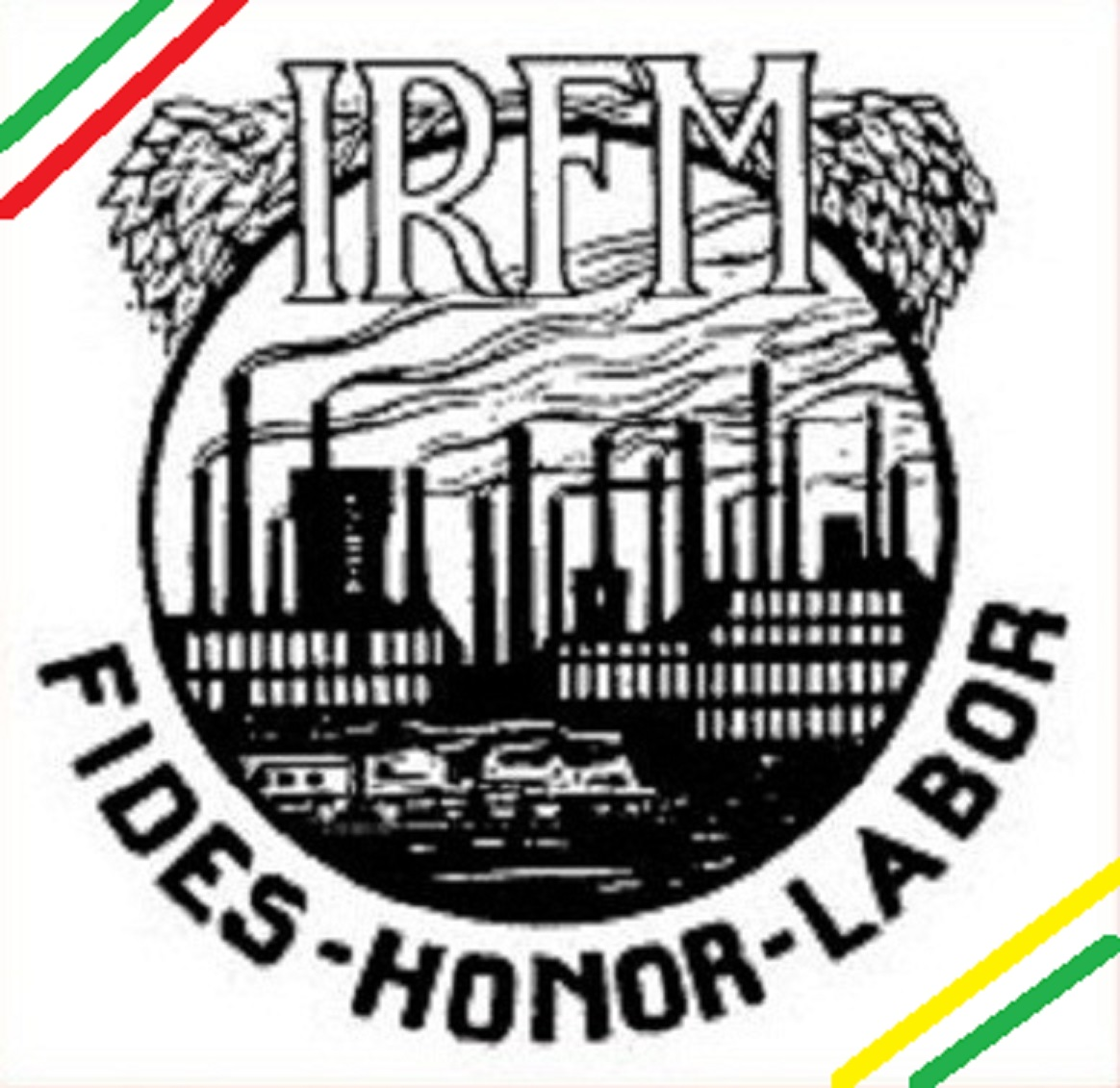
Símbolo das Indústrias Reunidas Fábricas Matarazzo

Fundada em 1896, por Francesco Matarazzo, foi o maior grupo empresarial da América Latina, chegando a englobar em torno de 350 empresas de diversos ramos, como têxtil, químico, comercial, bancário e alimentício. Empregou cerca de 6% da população da Grande São Paulo e possuía a quarta maior renda bruta do Brasil.
A primeira grande construção do grupo foi o Moinho Matarazzo, em 1900, na esquina da Rua Monsenhor Andrade com a Rua Bucolismo, no Centro, era a maior unidade industrial da cidade de São Paulo na época. Em 1920, foi inaugurado o complexo industrial da Água Branca, na Zona Oeste de São Paulo, em uma área com 100 mil metros quadrados. Este foi o primeiro parque industrial paulista com noção verticalizada de produção, utilizando energia de uma usina própria, a Casa do Eletricista e a Casa das Caldeiras, únicos edifícios remanescentes até os dias de hoje de todo o complexo industrial.
Outros importantes prédios, também fizeram parte da companhia, como: a Tecelagem Mariângela, construída em 1903, no Brás; os Edifícios industriais da Rua Borges de Figueiredo, construídos em 1906, na Mooca, que incluí as Antigas Officinas Casa Vanorden, construídas em 1909; o prédio que abriga o Museu de Armas, Veículos e Máquinas Eduardo André Matarazzoo, em Bebedouro; o Edifício Matarazzo, construído em 1937, por Francisco Matarazzo Jr., que serviu como sede da IRFM, de 1938 a 1972, quando foi vendido ao Grupo Audi, porém, dois anos depois, foi adquirido pelo Banco Banespa e depois em 2004 se tornou a atual sede da prefeitura da cidade de São Paulo.

## Mansão Matarazzo

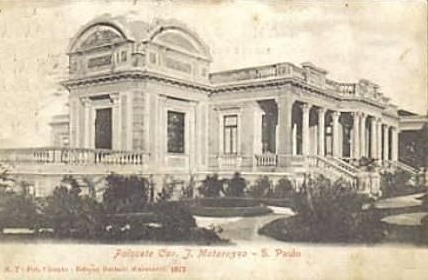
Mansão Matarazzo em sua primeira versão, no estilo eclético. Foto da década de 1910.

Foi um casarão construído em 1896, na Avenida Paulista, em São Paulo, pelo conde Francesco Matarazzo.
O palacete foi construído em estilo neoclássico, com área de 4.400 metros quadrados, implantado num terreno de doze mil metros quadrados de jardins. A casa foi cenário de festas grandiosas, frequentadas pela alta sociedade paulistana.
Foi demolida em 1996 e o terreno foi vendido à Cyrela Commercial Properties e a uma empresa do grupo Camargo Corrêa (atual Mover Participações), por 125 milhões de reais, que no local construiu o Shopping Cidade São Paulo.

## Fazenda Amália
O palacete é uma mansão construída pelo conde Francisco Matarazzo Jr. para a ser a residência oficial da sua família na Fazenda Amália situada em Santa Rosa de Viterbo na região de Ribeirão Preto.
Foi construída em 1931 nos moldes da Mansão Matarazzo na Avenida Paulista, em São Paulo, onde morou com o pai, o conde Francesco Matarazzo.
O conde ainda construíu uma estrada particular para o acesso exclusivo da família e de suas visitas. A entrada da estrada está no centro da cidade, abaixo da Praça Guido Maestrello onde fica a igreja matriz. Foi construído um portão monumental com dois leões um de cada lado do portão, e seu entorno foi criada a Praça Maria Pia, homenagem à filha caçula do conde.
O palacete e seu entorno permaneceram sob administração da família Matarazzo, algo em torno de 66,6 hectares.

## Hospital Matarazzo

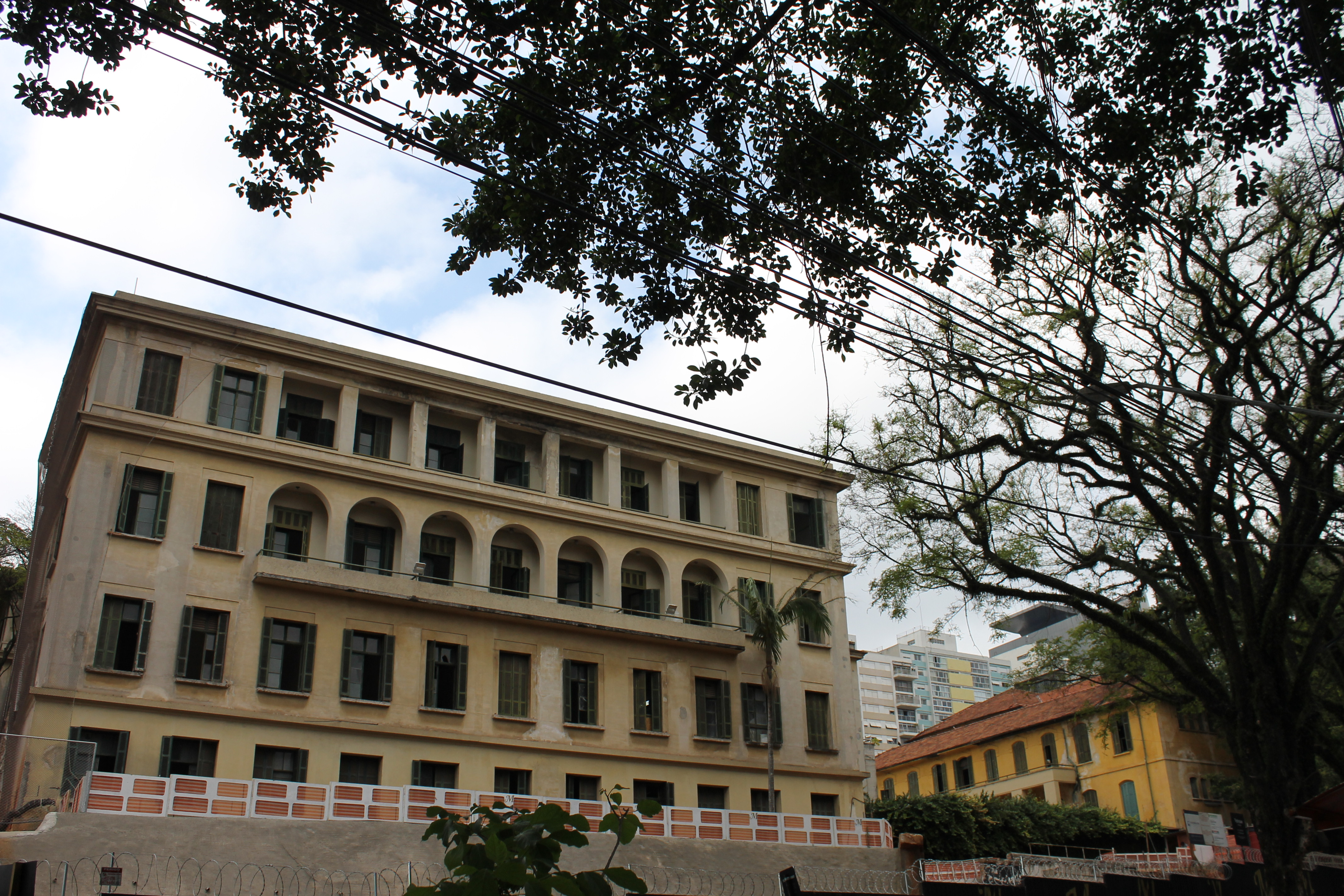
Hospital Umberto I

Foi um hospital construído em 1904, por Francesco Matarazzo, em um terreno de 27 419 mil metros quadrados no bairro Bela Vista, em São Paulo. Faz parte de um conjunto de prédios em estilo neoclássico que foram tombados em 1986.
A propriedade faliu, e encerrou suas atividades em 1993 e ficou fechada durante 20 anos. Em 2011, o imóvel foi adquirido pelo grupo francês Allard e está em processo de restauração cuja previsão de abertura é para meados de 2018. Além da reforma das edificações preexistentes, haverá a construção de um complexo de luxo, com sede do hotel seis estrelas da rede Rosewood, o primeiro do tipo na América Latina, residências, escritórios, shoppings e áreas para uso comercial.

## Mausoléu Matarazzo

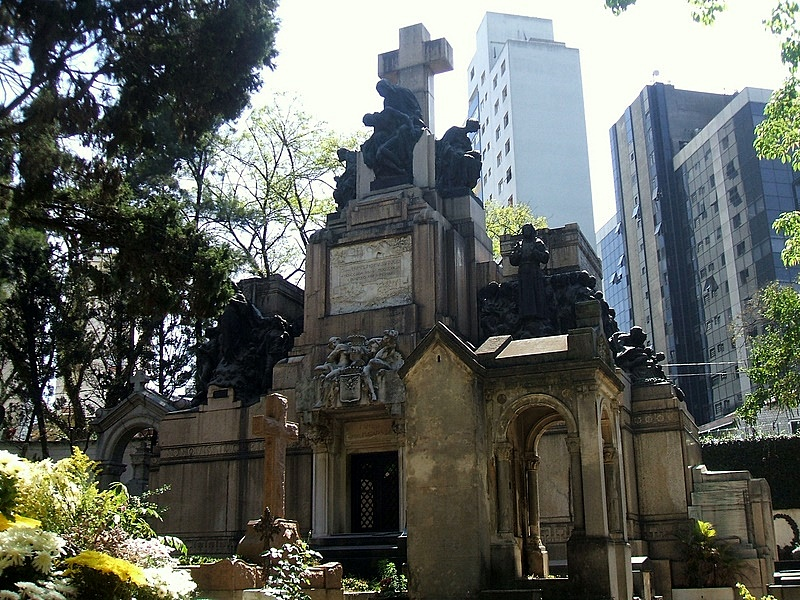
Mausoléu da Família Matarazzo, no Cemitério da Consolação.

Localizado no Cemitério da Consolação, ao lado do túmulo do Presidente Campos Sales, é considerado o maior mausoléu da América Latina, com 20 metros de altura e 150 m². Foi construído para o sepultamento do Conde Matarazzo, e sua família, sendo ornamentado com um conjunto escultórico de bronze e o brasão do Conde na entrada. Seu projeto é do renomado escultor italiano Luigi Brizzolara.

## Personalidades
- Francesco Matarazzo - Italiano Empresário, fundador do Complexo Industrial em São Paulo.
- Francisco Matarazzo Júnior — filho e sucessor do fundador, Francesco Matarazzo. Teve cinco filhos, entre eles Maria Pia Matarazzo, sua sucessora.
- Maria Pia Matarazzo - Sucessora de Francisco Matarazzo Jr. no comando das empresas.
- Comendador Ermelino Matarazzo — filho do fundador, morto antes de sucedê-lo. Recebeu uma comenda do governo brasileiro, tornando-se um comendador.
- Francisco Matarazzo Sobrinho, mais conhecido como "Ciccillo Matarazzo", é Ex-Prefeito de Ubatuba (1964-1969), foi Fundador do Museu da Arte Moderna de São Paulo (MAM), do Teatro Brasileiro de Comédia (TBC) e dos estúdios da Companhia Cinematográfica Vera Cruz.
- Andrea Matarazzo, Ex-Senador da Itália
- Eduardo Matarazzo Suplicy - Deputado Estadual pelo PT, Ex-Senador de São Paulo e Ex-Primeiro-Cavalheiro de São Paulo, Foi Casado com a Ex-Prefeita de São Paulo: Marta Suplicy
- Supla (Eduardo Smith Suplicy) - Cantor de Rock Brasileiro, Filho do Ex-Senador: Eduardo Matarazzo Suplicy
- João Suplicy - Cantor de MPB Brasileiro, Filho do Ex-Senador: Eduardo Matarazzo Suplicy
- Angelo Andrea Matarazzo - Ex-Vereador de São Paulo, Ex-Ministro da Comunicação Social (Governo FHC), Ex-Secretário de Estado da Cultura de São Paulo, Ex-Subprefeito da Sé, Ex-Embaixador do Brasil em Roma (Governo FHC), Foi Fundador do PSDB.
- Jayme Monjardim Matarazzo - Diretor de Cinema da Rede Globo, foi responsável por Novelas como Pantanal (1990), America (2005) & O Clone (2001) como também filmes como Olga (2004). É filho de André Matarazzo e da Cantora Maysa Monjardim. Casou-se três vezes e tem quatro filhos: Jayme Monjardim Matarazzo Filho,[16] Maria Fernanda Lauer Matarazzo,[17] André Escobar Monjardim Matarazzo[16] e Maysa Almeida Matarazzo[18]
- Claudia Matarazzo - Jornalista, Foi Apresentadora na TV Cultura e Gazeta.
- Jayme Matarazzo - ator brasileiro e filho do diretor Jayme Monjardim
- Francisco Matarazzo Pignatari - Empresário, conhecido como Baby Pignatari
- Ermelino Matarazzo (1926) - Ex-Goleiro do Botafogo